# Villarembert
Villarembert és un municipi francès situat al departament de la Savoia i a la regió d'Alvèrnia-Roine-Alps. L'any 2007 tenia 258 habitants.

## Demografia

### Població
El 2007 la població de fet de Villarembert era de 258 persones. Hi havia 115 famílies de les quals 37 eren unipersonals (25 homes vivint sols i 12 dones vivint soles), 25 parelles sense fills, 33 parelles amb fills i 20 famílies monoparentals amb fills.
La població ha evolucionat segons el següent gràfic:
Habitants censats

### Habitatges
El 2007 hi havia 2.340 habitatges, 113 eren l'habitatge principal de la família, 2.215 eren segones residències i 12 estaven desocupats. 108 eren cases i 2.227 eren apartaments. Dels 113 habitatges principals, 79 estaven ocupats pels seus propietaris, 22 estaven llogats i ocupats pels llogaters i 12 estaven cedits a títol gratuït; 16 tenien una cambra, 15 en tenien dues, 34 en tenien tres, 14 en tenien quatre i 34 en tenien cinc o més. 49 habitatges disposaven pel capbaix d'una plaça de pàrquing. A 54 habitatges hi havia un automòbil i a 47 n'hi havia dos o més.

### Piràmide de població
La piràmide de població per edats i sexe el 2009 era:
| Homes | Edats   | Dones |
| ----- | ------- | ----- |
| 0     | 95 o +  | 0     |
| 0     | 90 a 94 | 4     |
| 0     | 85 a 89 | 4     |
| 0     | 80 a 84 | 0     |
| 8     | 75 a 79 | 0     |
| 4     | 70 a 74 | 0     |
| 8     | 65 a 69 | 4     |
| 8     | 60 a 64 | 4     |
| 8     | 55 a 59 | 4     |
| 12    | 50 a 54 | 8     |
| 16    | 45 a 49 | 12    |
| 16    | 40 a 44 | 12    |
| 24    | 35 a 39 | 12    |
| 16    | 30 a 34 | 16    |
| 0     | 25 a 29 | 20    |
| 0     | 20 a 24 | 4     |
| 12    | 15 a 19 | 4     |
| 12    | 10 a 14 | 12    |
| 4     | 5 a 9   | 16    |
| 8     | 0 a 4   | 8     |

## Economia
El 2007 la població en edat de treballar era de 183 persones, 147 eren actives i 36 eren inactives. De les 147 persones actives 144 estaven ocupades (71 homes i 73 dones) i 3 estaven aturades (2 homes i 1 dona). De les 36 persones inactives 10 estaven jubilades, 16 estaven estudiant i 10 estaven classificades com a «altres inactius».

### Ingressos
El 2009 a Villarembert hi havia 129 unitats fiscals que integraven 277,5 persones, la mediana anual d'ingressos fiscals per persona era de 19.154 €.

### Activitats econòmiques
Dels 137 establiments que hi havia el 2007, 3 eren d'empreses alimentàries, 6 d'empreses de construcció, 21 d'empreses de comerç i reparació d'automòbils, 3 d'empreses de transport, 30 d'empreses d'hostatgeria i restauració, 1 d'una empresa d'informació i comunicació, 1 d'una empresa financera, 17 d'empreses immobiliàries, 6 d'empreses de serveis, 39 d'entitats de l'administració pública i 10 d'empreses classificades com a «altres activitats de serveis».
Dels 27 establiments de servei als particulars que hi havia el 2009, 1 era una oficina bancària, 2 paletes, 1 guixaire pintor, 1 perruqueria, 15 restaurants, 5 agències immobiliàries, 1 tintoreria i 1 saló de bellesa.
Dels 17 establiments comercials que hi havia el 2009, 2 eren botigues de més de 120 m², 1 una botiga de menys de 120 m², 1 una fleca, 2 carnisseries, 1 una botiga de roba i 10 botigues de material esportiu.
L'any 2000 a Villarembert hi havia 4 explotacions agrícoles.

## Equipaments sanitaris i escolars
L'únic equipament sanitari que hi havia el 2009 era una farmàcia.
El 2009 hi havia una escola elemental.

## Poblacions més properes
El següent diagrama mostra les poblacions més properes.